# DISAMATIC
DISAMATIC er en automatisk produktionslinie, der bruges til massefremstilling af sandforme til støbning af smeltet metal som, efter størkning, afkøling og adskillelse fra formen bliver til et emne kaldet støbegods.

## Opfindelsen
Vagn Aage Jeppesen – professor ved Danmarks Tekniske Højskole (I dag Danmarks Tekniske Universitet) – anmeldte i 1957 et patent for “en anordning til fremstilling af kasseløse sandforme med vertikale skilleflader til produktion af støbte metaldele. I 1960 købte et dansk firma, Dansk Industri Syndikat A/S (DISA), patentet og startede arbejdet med dets implementering.
Her i år 2012 er DISAMATIC maskinen stadig den mest populære Vertikale støbemaskine i verdenen.

## Prototype
I 1962 blev en halvskala model af en sand formemaskine til fremstilling af kasseløse, vertikalt delte sandforme færdig og var klar til forevisning under navnet DISAMATIC. Under GIFA støberiudstillingen i 1962 i Düsseldorf (i dag en af de største støberiudstillinger i verden) blev halvskala modellen demonstreret på DISAs stand. Dette resulterede i salget af de to første DISAMATIC maskiner til to europæiske støberier.

## Arbejdsprincip
DISAMATIC linjen består af en formemaskine og en formtransport anordning. Den anvender ler og en sandblanding også kaldet grønsand på grund af dets vandindhold. En typisk blanding består af hovedsagelig kvartssand og et ler kaldet bentonit samt vand. Hovedbestanddelen er et forholdsvis billigt kvartssand (SiO2), en af de mest udbredte bestanddele af jordens skorpe. Den plastiske og formbare lerbundne sandblanding bliver ved hjælp af trykluft skudt ind i et firkantet stålkasse, kaldet formkammer, hvor to modsatte sider kan bevæge sig frem og tilbage og den ene af dem kan også svinge op og ned. Derefter bliver sandblandingen presset sammen til en form af to modelplader fastspændt til de to overfor hinanden liggende sider af kammeret. Efter presningen bliver den ene plade sammen med modellen trukket ud af formen og svinger op ad, medens den modsatte plade skubber den færdige form ud af kammeret på formtransport anordningen. Medens den anden plade trækker sin model ud af formen og vender tilbage til udgangspositionen i kammeret, kan den automatiske kerneilægger sætte kerner ind i formhulrummet af den nyligt fremstillede form. I mellemtiden bliver den næste form fremstillet på samme måde som den foregående og skubbet til lukning med den foregående form. Denne cyklus bliver gentaget flere gange indtil der bliver etableret en streng af forme på transport anordningen.
Nu kan formene fyldes med smeltet metal, og de færdigstøbte forme bliver ført frem på formtransport anordningen i samme takt som fremstillingen af formene af formemaskinen. I enden af anordningen bliver de størknede og afkølede godsemner slået ud af formen og viderebehandlet, mens sandet bliver ført tilbage til sandtilberedningsanlægget. Her bliver det tilsat bentonit, vand og andre additiver, svarende til den mængde, der blev brændt ud og som fordampede under godsfremstillingsprocessen. Derefter kan sandet bruges igen. Støbegods separeret fra sandet ved enden af køleanordningen bliver viderebehandlet ved rensning og sandblæsning.

## Fordele
DISAMATIC sand formningsproces har en række fordele sammenlignet med andre formningsprocesser. Den anvender ingen formkasser og derved spares lagring, transport og vedligeholdelse af sådanne kasser. DISAMATIC har høj produktivitet, er helt automatisk og kræver kun overvågning af en enkelt operatør. Behovet for arbejdskraft er dermed væsentlig reduceret. Forbruget af formsand kan minimeres ved at reducere formtykkelsen til et minimum. Støbegods produceret på en DISAMATIC linje er målnøjagtigt, fordi der efter kerneilægning og formlukning ikke er kræfter, der forskyder formene fra hinanden i formstrengen. Desuden er der meget få bevægelige dele og dette reducerer reservedelsforbruget og forøger linjens udnyttelsesgrad. 
Tilsammen betyder det, at DISAMATIC processen er særlig velegnet til massefremstilling af jern- og metal støbegods til blandt andet komponenter indenfor bil-, maskin- og byggeindustrien.

## Videreudviklinger
De første DISAMATIC linjer, der blev produceret i 1964, kunne producere op til 240 komplette forme i timen. Ca. 30 år senere kan en DISA (som linjerne kaldes i dag) producere med en hastighed på 550 forme i timen (en komplet form for hver 6,5 sekund). Den maksimale partforskydning (det vil sige det færdige emnes målunøjagtighed forårsaget at forskudte formhalvdele) overstiger ikke 0,1 mm. Linjens udnyttelsesgrad ligger i dag på over 98 %. DISAs formstørrelser dækker et område fra 400 x 500 til 850 x 1200 millimeter. Det gør det muligt at producere alt fra små emner som for eksempel nøgler på 0,2 gram op til bilmotorblokke på 120 kilogram. En moderne DISA linje kan suppleres med for eksempel en drejelig køletromle til afkøling af det brugte formsand og støbegods, en robotanordninger til udtagning af støbegods fra formene og automatiske sandblæsningsmaskiner til godsrensning. Disse elementer kan anbringes for enden af DISA produktionslinien. Ved sådan en konfiguration er hele processen fuldt automatiseret, og der er kun et lille behov for manuel arbejdskraft.